# Dino Crisis 2
 (juin 2010).
Si vous disposez d'ouvrages ou d'articles de référence ou si vous connaissez des sites web de qualité traitant du thème abordé ici, merci de compléter l'article en donnant les références utiles à sa vérifiabilité et en les liant à la section « Notes et références ».
Dino Crisis 2 est un jeu vidéo d'action de type survival horror développé par Capcom Production Studio 4 et édité par Capcom en 2000 sur PlayStation. Il est sorti sur PlayStation et PC en 2000. Dino Crisis 2 a été créé par Shinji Mikami, le créateur de la série Resident Evil. C'est la suite du jeu Dino Crisis.

## Synopsis
Un an s'est écoulé depuis l'incident de la Tri-Énergie… Une agence gouvernementale avait entrepris de poursuivre les recherches du docteur Kirk portant sur la Tri-Énergie et une expérience de grande envergure fut réalisée quelque part dans le Midwest. Toutefois… voulant obtenir des résultats immédiats, ils omirent de prendre les précautions nécessaires et une fois de plus un accident survint. Cette fois-ci, la base de recherche entière, une école militaire, un centre de  recherches ainsi qu'une petite ville des alentours ont disparu. À leur place se trouve désormais une jungle épaisse venue d'un autre temps…

## Personnages principaux
- Regina :

Sexe : Féminin
Âge : 24 ans
Taille : 1,73 m
Experte dans les missions furtives ainsi qu'experte des armes à feu, Regina est membre d'une agence d'espionnage du nom de S.O.R.T. (Secret Operation Raid Team) qui rend directement compte au gouvernement. Dans le jeu précédent (Dino Crisis), elle a survécu à la mission dans laquelle elle a réussi à capturer le Dr. Kirk. En considération de ses exceptionnelles performances, l'agence l'a de nouveau choisie. Son agilité et son sang-froid en toute situation sont sa plus grande force.
- Dylan Morton :

Sexe : Masculin
Âge : 25 ans
Taille : 1,80 m
Dylan est un soldat appartenant aux forces d'actions spéciales de l'armée répondant au nom de T.R.A.T. (Tactical Reconnoitering and Acquisition Team). Sa force physique et sa volonté à toute épreuve lui permettent d'endurer l'adversité en toutes circonstances. Malgré un léger manque de dextérité, il manie à la perfection les armes à feu lourdes et ce grâce à sa force. Il rencontre sa destinée à travers cette mission.
- David Fork :

Sexe : Masculin
Âge : 23 ans
Taille : 1,82 m
David est un des membres de l'équipe de Dylan, les forces d'action spéciales. Il est toujours de bonne humeur et remonte souvent le moral de l'équipe. Il adore les westerns et d'ailleurs, il porte toujours un chapeau de cow-boy. Bien que son habileté au combat soit moindre que celle de Dylan, sa compassion pour ses amis est la plus forte de toute l'équipe.

## Dinosaures
- Le Vélociraptor : Dinosaure carnivore très commun, le Vélociraptor est un agile, rapide et farouche adversaire rencontré tout d'abord lorsque les membres du T.R.A.T et du S.O.R.T installent leur camp et établissent le briefing de la mission, consistant à sauver les 1 300 rescapés d'Edward City. Le groupe est vite décimé par l'attaque des reptiles, dont les seules survivants, Regina, Dylan, David, ne doivent leur salut qu'à l'intervention fortuite d'un Tyrannosaure. On les rencontre par la suite dans la jungle, semblant être leur terrain de chasse privilégié. Leurs capacités offensives résident dans l'utilisation de leurs dents acérées, leur queue aiguisée et de la charge de leur crâne. Ils sont les principaux dinosaures responsables de l'attaque d'Edward City. Cette famille de dinosaures se distingue en trois sous-groupes, tous étant caractérisés par une couleur unique :
– le raptor vert sombre/marron : moins sanguinaires et résistants que le vert foncé et le rouge, ils restent tout de même les plus nombreux. Ils sont en premier lieu rencontrés dans la jungle ;
– le raptor vert foncé : Se démontrant des autres par leurs taches rouges parsemant leur corps et leur force plus bestiale, ils demeurent moins nombreux que leurs congénères vert clair. Ils sont rencontrés pour la toute première fois, selon le niveau de difficulté, soit dans la jungle, soit dans le bâtiment principal du complexe militaire, lors de la première visite ;
– le raptor rouge/marron : Rencontré uniquement à Edward City ainsi qu'au silo lance-missiles, Ils se caractérisent par leur très puissante force de frappe, en effet, un coup de queue envoie valser le joueur à plusieurs mètres. Ils supplanteront par la suite les deux autres types de raptors ;
– l'ultra-raptor : branche parallèle du Vélociraptor, ils ne se rencontrent que lorsque le joueur parvient à exécuter un combo de 20 Vélociraptor. Contrairement aux autres branches préférant se déplacer en meute, cette espèce voyage toujours en duo. Très endurant, dès qu'ils sont abattus, la zone subsiste déserte. Selon la vitesse de progression du joueur (mode de difficulté « Difficile »), on peut le rencontrer a plusieurs endroits (à l'entrée d'Edward City ou dans la zone « Route de la jungle Sud »).

- L'Allosaure : Carnivore, l'Allosaure se trouve à la limite entre la puissance du Tyrannosaure ainsi que la rapidité et l'agilité du Vélociraptor. La première confrontation avec l'un de ces reptiles géants se situe à l'entrée du complexe de recherche. Leur intelligence est démontrée en ce lieu car le lézard tente d'écraser le joueur avec une jeep abandonnée, de même, il essaye d'empêcher le joueur de fuir en faisant des pas latéraux de façon à toujours être en face du joueur, prouvant par la même occasion la grande dextérité du dinosaure. Leur cri caractéristique permet au joueur de détecter leur présence bien avant leur apparition. Ils sont occasionnellement rencontrés aux alentours de la jungle, tel que les docks ou le ruisseau et plus tard auront construit un nid non loin du volcan d'Edward City. L'Allosaure utilise sa puissante mâchoire au combat, pouvant provoquer une hémorragie, et dispose d'un mode rage, qui a pour effet de faire virer sa couleur bleue/blanc au rouge, augmentant la possibilité de saignement. L'Allosaure se signale comme l'une des seules espèces de dinosaures à éprouver un point faible, son ventre, du fait que c'est la seule partie du corps qui ne bénéficie pas d'une cuirasse, cependant, l'utilisation d'une arme lourde ou d'un puissant explosif peut percer l'armure écailleuse. Une observation révèle que ces géants privilégient les déplacements en solo, diminuant le danger montré par ces créatures. Une exception demeure lors de la profanation de leur nid lorsque plus d'une dizaine d'individus y réside, toutefois cette dérogation est justifié par la pénétration de leur territoire. La dernière confrontation avec ces créatures se localise près du barrage conduisant au silo lance-missiles, dévorant David Fork s'étant sacrifié pour laisser la vie à Dylan.
- Le Ptéranodon : Reptile (et non dinosaure) doté d'ailes rencontré principalement aux alentours des ruisseaux car piscivore, rien ne l'empêche de migrer afin de dévorer de la chair humaine, ce qui est en contradiction avec la réalité vu que, comme son nom l'indique, il est édenté, ce qui l'empêcherait de mâcher de la viande. Bien que ce reptile possède une légère cuirasse, il ne montre aucun signe de résistance face à même de faibles armes. Ses capacités offensives sont très limitées étant donné que son seul moyen d'attaque consiste à plonger sur la proie soit pour la blesser soit pour l'amener dans son nid. Le réel danger représenté par ces créatures est leur instinct de voyager en meute, augmentant considérablement les risques d'être blessé. Ces créatures sont avec les plésiosaures les seuls à attaquer le bateau permettant de vous rendre au complexe de la tri-énergie.
- Le Tyrannosaure : Comme son nom l'indique, le Tyrannosaure est réputé comme étant l'un des plus puissants carnivores ayant jamais existé. Les Tyrannosaures chassent les autres dinosaures et les dévorent en les déchiquetant avec leurs puissantes dents acérées. Les tyrannosaures n'abandonnent jamais leurs proies.

- Le Tricératops : Dinosaure herbivore rencontré en premier lieu avant l'entrée du complexe militaire lorsque Regina court sauver Dylan, s'étant fait piéger lors de l'acquisition de la carte du complexe de recherches. Toutefois, les deux reptiles ne font pas attention à nous étant donné qu'ils sont loin de notre position. On en rencontre un autre à l'entrée d'Edward City en guise de décor, tué par une flèche empoisonnée ayant paralysée son système nerveux. Le véritable combat contre ces mastodontes se déroule après avoir échappé à un nid d'Allosaure, lorsque l'on découvre le présumé cadavre d'un enfant Tricératops. Cependant, le jeune dinosaure utilise son dernier souffle pour appeler ses parents. S'ensuit un combat dans un véhicule disposant d'un mortier. Pendant que Regina conduit, le joueur (en l'occurrence Dylan) s'occupe de canarder les deux dinosaures. Malgré leur poids, ils avancent plus vite que le véhicule tout en lui assénant de puissants coups de cornes. Il faut noter que l'un des herbivores se déplace latéralement, le faisant apparaître au dernier moment, tandis que l'autre avance en ligne droite.
- Le Giganotosaure : Carnivore gigantesque rencontré uniquement autour du silo lance-missiles. Son existence est remise en doute par les occupants du silo, la seule preuve de sa présence en ces lieux sont des cadavres dont environ plus de 70 % du corps manquent. ses proportions sont plus qu'exagérées car en réalité, le Giganotosaure mesure près de 14 mètres, soit plus ou moins 2 de plus que le Tyrannosaure, de même que sa force vu qu'il parvient à soulever le Tyrannosaure pour ensuite le dévorer, révélant le véritable prédateur de la jungle, mais ceci n'est sûrement qu'un choix pour faire peser plus lourd encore la menace que représente ce colosse. Cette imposante créature n'est seulement rencontrée que deux fois, la première dans le bâtiment principal du silo lance-missiles, dont la seule manière de le repousser réside à utiliser les machines à pression tout en les faisant surchauffer afin d'incendier le dinosaure. La seconde fois se situe dans le laboratoire secret du silo, non loin du fleuve, dont l'extermination de la bête nécessite l'usage d'un satellite qui a pour effet d'envoyer un rayon surpuissant. Contrairement au Tyrannosaure, ce dinosaure préfère achever ses proies avant de les consommer, en effet, il a recours à de forts coups de boule afin d'écraser son adversaire et pouvant même détruire certaine structure ainsi qu'un cri non seulement effrayant dans le but de terrifier sa proie mais aussi intense, projetant son ennemi au loin. Étant donné qu'il n'est aperçu qu'aux alentours de la jungle, on ne sait pas s'il était présent à Edward City.

## Histoire
Année 2010 :  Un an s'est écoulé depuis les événements de Dino Crisis. La recherche sur la Tri-Énergie continue, cette fois entre les mains d'un organisme gouvernemental. Toutefois, un accident s'est produit une nouvelle fois : la base de recherche entière, une école militaire ainsi qu'une petite ville des alentours ont disparu, remplacés par une jungle préhistorique.
Le 10 mai 2010 :  Une opération de recherche et de sauvetage est en cours par des membres du T.R.A.T. Leur mission : venir en aide aux 1300 rescapés, puis récupérer les données du projet Tri-Énergie. Cette équipe est composée des soldats Dylan Morton et Folk David, ainsi que la belle Regina. Lors de son arrivée sur l'île, l'équipe met en place le camp, mais est attaqué par des Vélociraptors en masse; presque tous les membres de l'équipe sont tués, à l'exception de Dylan, Regina et David. Mais, pourchassés par un Tyrannosaure (qui a reçu dans l'œil une roquette tirée par David), Dylan et Regina sont obligés de dévaler une pente. Ayant été retenus par des fougères durant leur chute, ils s'en sortiront indemnes.
Après leur réveil, Regina retourne à bord de leur navire tandis que Dylan explore la jungle, où il est attaqué par des meutes de vélociraptors. Dylan atteint alors une installation militaire, où le tyrannosaure borgne l'attaque à nouveau. Avant de trouver refuge dans l'installation, il est attaqué par des inconnus casqués. À l'intérieur, il tente de récupérer une carte-clé, mais déclenche une alarme de sécurité et est emprisonné. De retour au bateau, Regina reçoit un appel de détresse de Dylan et va lui porter secours. En chemin, elle prend une autre route vers le centre de recherche, où elle rencontre les mystérieux personnages casqués qui l'attaquent. Regina arrive à capturer l'un d'eux et le menotte. En lui enlevant son casque, elle découvre une jeune adolescente blonde qui n'arrive pas à parler. Regina laisse la jeune fille et va sauver Dylan à la base militaire. Après quoi, elle apporte la fille de l'installation de recherche vers le navire de patrouille. Là, elle constate qu'il a été saccagé. Dylan doit alors partir chercher une batterie pour le navire car, on l'a volée. Avant son départ, Dylan menotte la fille inconnue aux tuyaux de la cabine du navire. Elle arrête de lutter et le regarde étrangement en lui touchant le visage. Dylan, surpris, la somme d'arrêter.
Dylan récupère une batterie pour le navire à l'installation de recherche, qui abrite aussi des chambres de confinement et est envahie par des Oviraptors belliqueux. De retour sur le navire, la jeune fille a disparu. Ils pilotent alors le navire jusqu'au complexe Tri-Énergie. Regina doit alors se rendre au complexe sous-marin où se situe le réacteur Tri-Énergie où elle obtiendra la clé de la ville d'Edward City, détenue par un cadavre. Elle devra aussi combattre des Mosasaures et Plésiosaures, qui ont pris résidence dans les parties sous-marines de l'installation. Elle revient à la surface où elle et Dylan reçoivent un appel de détresse de David qui prétend avoir retrouvé les survivants à Edward City.
Arrivés en ville, Dylan et Regina sont pourchassés par des Tricératops en colère. Ils montent alors dans une Jeep et, après un trajet mouvementé, viennent s'écraser juste à l'extérieur de la ville, dans un champ infesté de Vélociraptors. David les sauve encore une fois grâce à un hélicoptère de combat, Ils constatent alors que les dinosaures ont tué tous les survivants dans la ville. Dylan rencontre le tyrannosaure une fois de plus et s'échappe dans un tank. Il est pris en embuscade par un autre personnage casqué, mais celui-ci est poussé du pont par la jeune fille blonde, après quoi cette dernière s’enfuit. Dylan récupère quelque chose tombé durant la lutte : un collier porté par sa sœur décédée des années plus tôt, que la jeune fille blonde portait.
Regina localise le silo lance-missiles et récupère le disque de données sur la Tri-Énergie. À l'extérieur, elle est attaquée par le T-Rex, mais ce dernier est lui-même attaqué par un Giganotosaure, qui le tue après un bref combat. (Le giganotosaure représenté dans Dino Crisis 2 est beaucoup plus grand et puissant qu'il ne l'était réellement). Le giganotosaure suit alors Regina dans le silo, ce qui déclenche un compte à rebours avant explosion. Regina arrive à le repousser en l'aspergeant de gaz enflammé. Elle va ensuite éteindre le compte à rebours en haut du silo et redescend, mais pendant ce temps, le giganotosaure a récupéré et se relève, il fracasse la fondation du silo ce qui fait s'écrouler le silo et déclenche un incendie. Regina parvient à s'enfuir et va rejoindre David et Dylan qui l'attendent dehors sur le bateau. Pour se sauver, ils doivent ouvrir les portes de la baie, et pour cela, David et Dylan doivent sortir sur le port pour actionner une vanne. Après avoir ouvert les portes de la baie, David est tué par un allosaure en sauvant Dylan de celui-ci. Dylan tombe dans la rivière et est emmené en amont. Il se réveille dans un endroit inconnu où la jeune fille blonde l'entraîne dans un complexe, où elle lui montre un enregistrement qui révèle la vérité.
Un hologramme apparaît alors aux yeux de Dylan dans lequel un homme lui dit : « Le 10 août 2055, le plan « Arche de Noé » fut couronné de succès. Pour sauver les dinosaures, nous les avons transférés dans l’espace temporel actuel, 3 millions d’années après l’époque dans laquelle nous vivions. (Dylan comprend alors que la jeune fille blonde vient du futur). Mais nous étions sur le point de repartir lorsqu’un autre accident arriva. Le portail avait disparu et nous étions pris au piège… Impossible de survivre dans ce monde où les dinosaures régnaient en maîtres. Nous autres survivants tentèrent de réparer en hâte le portail, mais maintenant il est trop tard. Ma femme Julia fut tuée par les dinosaures et mon enfant si cher fut blessé grièvement. Paula.. Paula !!! À ces mots, la jeune fille blonde réagit et tente de parler : « papa » dit elle. Ma seule mission maintenant est de protéger mon groupe. J’ai placé Paula et les autres enfants en sécurité dans des appareils de respiration artificielle. S’il te plaît, ramène les enfants à ton époque Et maintenant, permets-moi de me présenter. Je suis un ancien agent des forces spéciales. Membre du TRAT, le colonel Dylan Morton. (Dylan comprend alors que l'hologramme le représente des années plus tard, et que Paula est sa fille.) Il ne nous reste que très peu de temps. Derrière la porte se trouve un portail : tu peux t’en servir pour retourner à ton époque. La construction du portail n’est pas achevée. Vous ne pourrez vous en servir qu’une seule fois. S’il te plaît, passe le bonjour à Regina pour moi. Je compte sur toi, lieutenant. »
En route pour rejoindre la salle du portail, Dylan est attaqué par un autre personnage casqué qui a déclenché l'auto destruction de la base, durant leur combat, ils sont interrompus par le giganotosaure. Dylan parvient à déclencher un laser par satellite, qui détruit le dinosaure en l'incinérant complètement, ne laissant qu'un cratère. Regina se présente à la dernière minute, la base tremble et commence à s'effondrer. Un casier tombe alors sur Paula, lui écrasant les jambes. Impossible de la libérer et la base est prête à exploser, Dylan décide de ne pas la quitter. Regina doit retourner seule dans le présent avec les données de la Tri-énergie, Dylan demande à Regina de faire construire le portail parfait et de revenir les chercher. Regina traverse le portail, promettant de revenir. Paula et Dylan sont sur le point d'être écrasés par la chute de l'équipement, mais à la dernière seconde le temps ralentit puis le bâtiment explose. On sait au moins que Regina a réussi à les sauver à temps, car ils seront présents pour l'opération « Arche De Noé »…
Observation : dans la vidéo de fin, le joueur ne voit l'incendie se propager qu'à partir de la salle AU-DESSUS du portail, comme si le temps avait été TOTALEMENT stoppé, mais UNIQUEMENT dans la salle du portail…
Le jeu Dino Crisis 3 se passant bien plus tard (dans l'espace, dans le futur), nous n'aurons probablement jamais des explications sur cette mystérieuse fin mais nous savons que Dylan survivra car il sera présent pour l'opération « Arche De Noé »…. Tandis que Paula est présente dans la demi-suite du jeu Dino Stalker.

## Doublage personnages
| Acteur/Actrice        | Rôle                              |
| --------------------- | --------------------------------- |
| Gabriel Hogan         | Dylan Morton / Vieux Dylan Morton |
| Stephanie Morgenstern | Regina                            |
| Eric Hempsall         | David Fork                        |
| Lisa Yamanaka         | Paula                             |
| Trevor Smith          | Soldat du T.R.A.T. #1             |
| Peter Cugno           | Soldat du T.R.A.T. #2             |
| Sally Willis          | Voix féminine de l'ordinateur     |
| Christopher Britton   | Narrateur masculin                |
| Richard Yearwood      | Gail                              |
| Alex Karzis           | Rick                              |
| Kett Turton           | Soldat du T.R.A.T.                |
| Robert Tinkler        | Soldat du T.R.A.T.                |